# 平度市
平度市（へいど-し）は、中華人民共和国山東省青島市に位置する県級市。
世界のつけまつげの70%を生産しており、5000以上の工場が操業していることから、「まつ毛の都」とも称される。

## 歴史
漢代に平度県が設置されたのが始まりである。しかし後漢の時代に廃止とされ、県南部は即墨県、それ以外は膠東王の領地とされた。北斉の時代になると新たに長広県が設置され、隋代に膠水県と改称された。明代になると膠水県は平度州に編入され、1913年の州制廃止に伴い平度県とされた。1941年から1944年にかけて、日本軍に対抗する中国共産党により抗日拠点として別に平南県・平西県・平東県の3県が設置され、中華人民共和国建国後も沿用されたが、1956年までに平度県に統合され、さらに1989年に県級市に昇格し現在に至る。

## 行政区画
下部に5街道、12鎮を管轄する。
- 街道
  - 東閣街道、李園街道、同和街道、鳳台街道、白沙河街道
- 鎮
  - 古峴鎮、仁兆鎮、南村鎮、蓼蘭鎮、崔家集鎮、明村鎮、田荘鎮、新河鎮、店子鎮、旧店鎮、大沢山鎮、雲山鎮

## 脚註
1. ↑  “世界のつけまつげの70％を生産する平度市、5000社が操業。デジタルネイティブ「工場2世」早くも頭角”. 36KrJapan (2023年12月23日). 2023年12月23日閲覧。